# Mauerbach
Mauerbach osztrák mezőváros Alsó-Ausztria St. Pölten-i járásában. 2024 januárjában 3610 lakosa volt. 

## Elhelyezkedése

Mauerbach a Sankt Pölten-i járásban

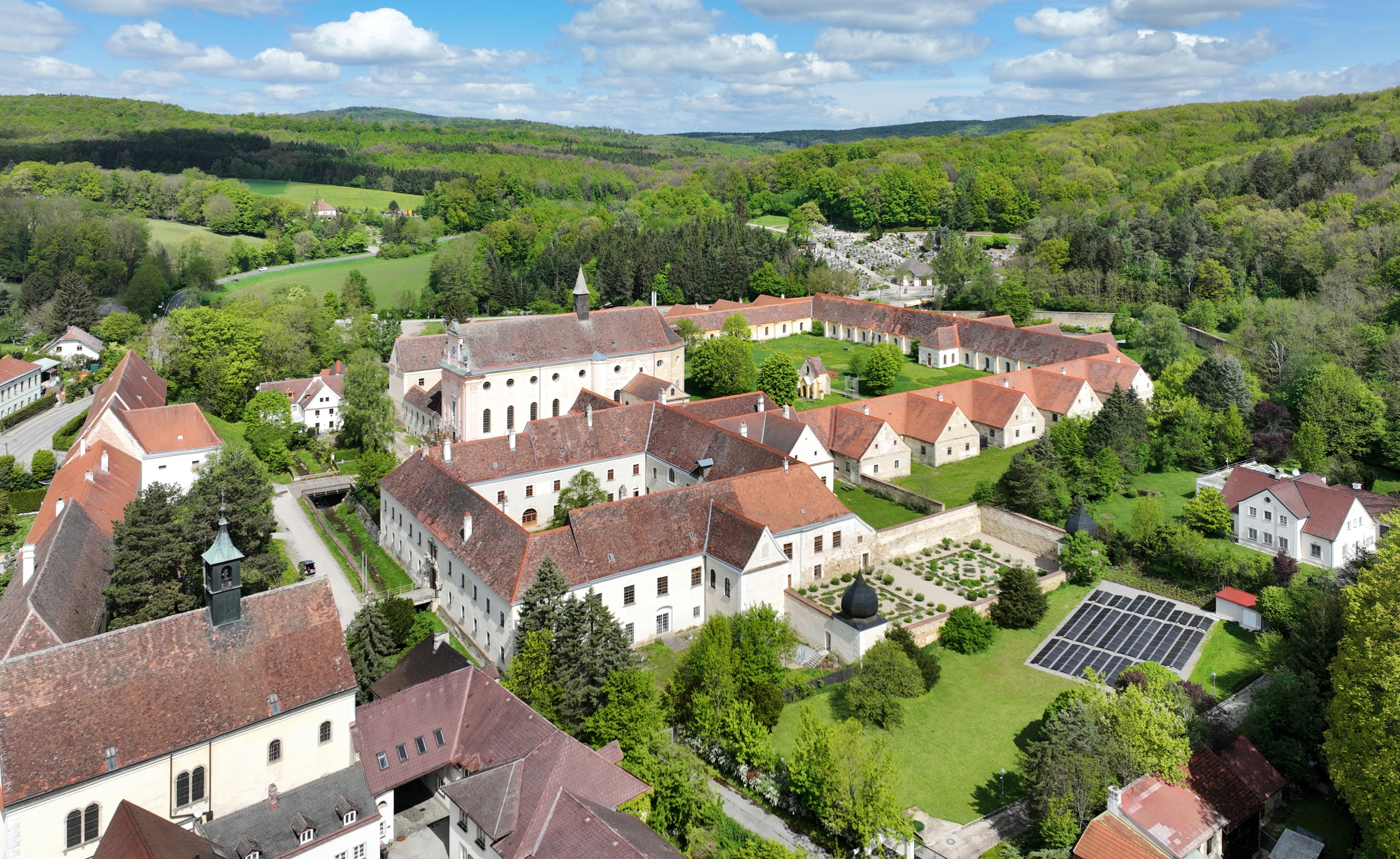
A volt kartauzi kolostor

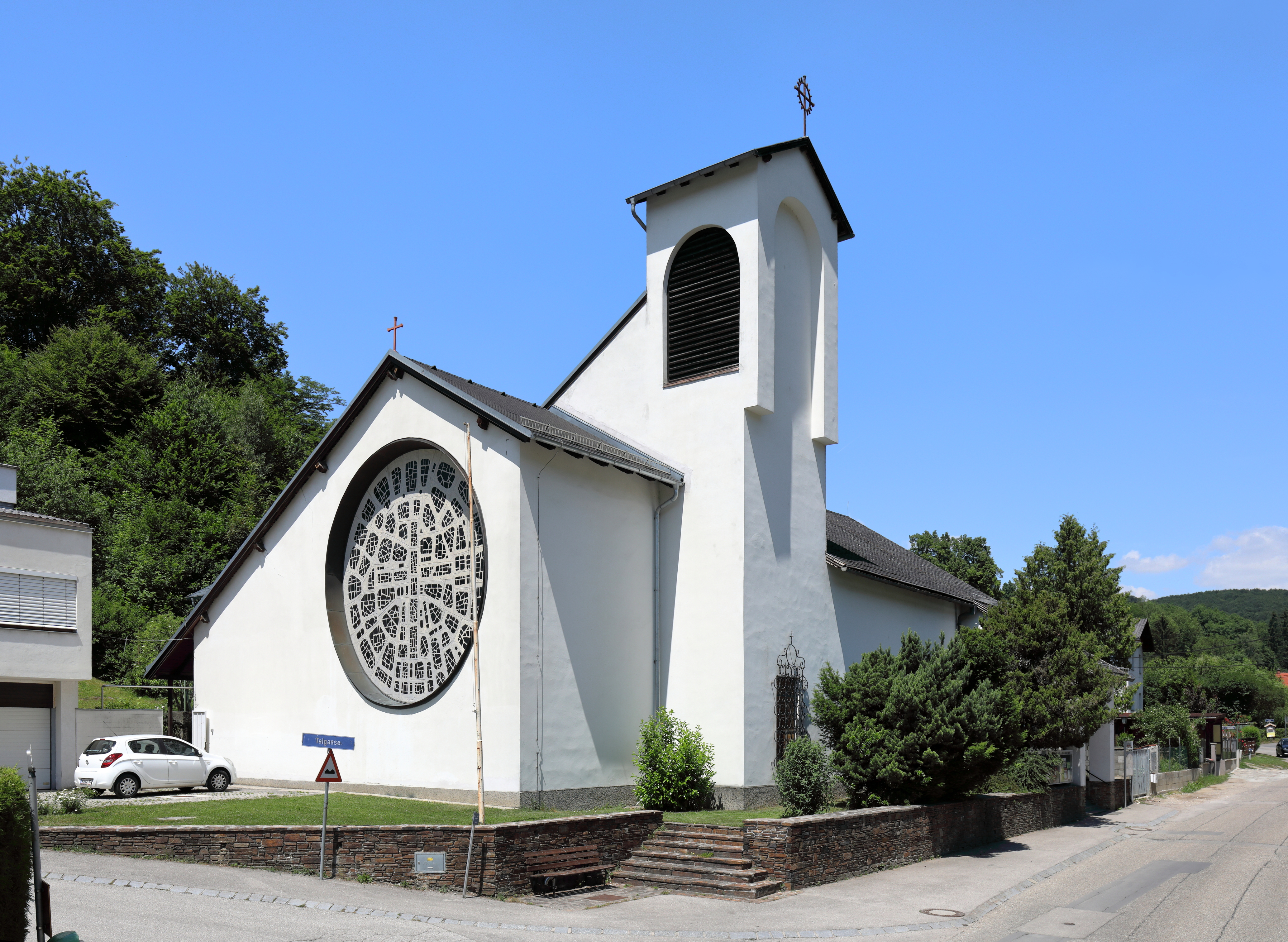
A steinbachi Maria Rast-templom

Mauerbach a tartomány Industrieviertel régiójában fekszik, a Bécsi-erdőben, a Mauerbach folyó mentén, közvetlenül Bécs mellett. Területének 81,2%-a erdő, 7,2% áll mezőgazdasági művelés alatt. Az önkormányzat 3 települést egyesít: Hainbuch (18 lakos 2024-ben), Mauerbach (3279) és Steinbach (313).
A környező önkormányzatok: északra Königstetten, északkeletre Klosterneuburg, keletre Bécs Penzing kerülete, délre Purkersdorf, délnyugatra Gablitz, nyugatra Tulbing.

## Története
Mauerbachot 1231-ben említik először. Kartauzi kolostorát Szép Frigyes herceg alapította 1313-ban; 1330-as halálakor itt is temették el. A kolostor gazdag, bár szétszórtan fekvő birtokokat kapott, többek között Bécs-környéki szőlőket is. Fénykorában, a késő középkorban az ország egyik legjelentősebb és leggazdagabb apátsága volt. A szerzetesek szoros kapcsolatokat ápoltak a bécsi egyetemmel. Itteni szerzetesekkel alapították Gaming, Aggsbach és a tiroli Schnals kolostorait. Többször is kifosztották: 1462-ben VI. Albert herceg, 1486-ban a magyarok; 1529-ben a Bécset ostromló törökök elpusztították, csak a 17. század elején, Georg Fasel perjel idejében kezdték újjáépíteni megrongálódott épületeit. Az 1683-as második török ostrom alatt újabb pusztítás következett, ezért a rekonstrukciót csak a 18. század közepén fejezték be. Néhány évtizeddel később II. József császár egyházrendelete miatt a kolostort felszámolták, Szép Frigyes maradványait átszállították a bécsi Szent István-székesegyházba.
Az épületeket később idősek és betegek otthonaként hasznosították, 1938-1945 között katonai kórház, a második világháború után 1961-ig hajléktalanszállás működött benne. 1979-től a Szövetségi Építési Igazgatóság tulajdona. A sok átalakítás következtében az egykori kolostorkomplexumnak csak egyes részei maradtak meg.
Mauerbachot 1983-ban mezővárosi rangra emelték. 2017-ig a Bécskörnyéki járáshoz tartozott; annak megszűnése után átkerült a St. Pölten-i járáshoz. 

## Lakosság
A mauerbachi önkormányzat területén 2024 januárjában 3610 fő élt. Lakosságszáma az 1970-es évekig 1500 körül volt, majd a Bécsből kiköltözők miatt meredeken emelkedni kezdett, 2011-ben érte el a csúcspontját 3636 fővel. 2022-ben az ittlakók 89,4%-a volt osztrák állampolgár; a külföldiek közül 3% a régi (2004 előtti), 3,7% az új EU-tagállamokból érkezett. 1,7% a volt Jugoszlávia (Horvátország és Szlovénia kivételével) vagy Törökország; 2,2% egyéb ország polgára volt. 2001-ben a lakosok 65,6%-a római katolikusnak, 5,5% evangélikusnak, 0,8% ortodoxnak, 1,8% mohamedánnak, 23,4% pedig felekezeten kívülinek vallotta magát. Ugyanekkor 18 magyar élt a mezővárosban; a legnagyobb nemzetiségi csoportot a németek (93,2%) mellett a törökök (1,1%) alkották. 
A népesség változása:

| 2016 | 3 731 |
| 2018 | 3 661 |

## Látnivalók
- a volt kartauzi kolostor
- a Mária mennybevétele-plébániatemplom (volt apátsági templom)
- a steinbachi Maria Rest-templom
- a mauerbachi kastélypark (az 1833-ban épült kastélyt állagának romlása miatt 1967-ben lebontották)

## Fordítás
- Ez a szócikk részben vagy egészben  a   Mauerbach című német Wikipédia-szócikk ezen változatának fordításán alapul.  Az eredeti cikk szerkesztőit annak laptörténete sorolja fel. Ez a jelzés csupán a megfogalmazás eredetét és a szerzői jogokat jelzi, nem szolgál a cikkben szereplő információk forrásmegjelöléseként.